# Josep Simó Riera
Josep Simó Riera (Reus, 10 de novembre de 1655 - Reus, 7 d'abril de 1726) va ser un ciutadà honrat de Barcelona, comerciant i hisendat català.
Era fill de Josep Simó Torroja (Reus, 1632 - 1701), que aconseguí el títol de ciutadà honrat de Barcelona el 1647 de Felip IV de Castella. Va ser l'hereu dels seus pares, que, a més de diners li van deixar diverses propietats en finques rústiques i urbanes. Va estar vinculat a operacions de compravenda relacionades amb una clara especulació de sòl urbà, en el moment de creixement demogràfic de la ciutat de Reus. Es dedicà al comerç d'aiguardent amb èxit. Com a membre de l'alta burgesia reusenca va ocupar càrrecs a l'ajuntament de la ciutat: Jurat en cap el 1691 i 1705, conseller el 1680, 1681, 1686, 1696, 1701 i 1711, Síndic el 1681, sagristà del Santíssim Sagrament el 1696 i 1701, un títol honorífic, i el 1715, just després de la victòria borbònica sobre Catalunya, nomenat membre del "Ayuntamiento-consejo" dictat per la Reial Ordre del marquès de Castel Rodrigo, i alcalde de Reus el 1721 - 1723. Havia estat un dels organitzadors de la rebuda de l'Arxiduc d'Àustria en la seva visita a Reus el 1705, però va canviar d'opció política i Josep Simó consta en una llista que dona l'arxiver reusenc setcentista Saldoni Vilà: "Any 1713. Noticia dels que protestaren en la vila de Reus contra la casa de Àustria, en poder de Pere Gay, notari de la mateixa vila, consta ab acte fet i firmat, per defensar la casa real de Felip V, nostre llegítim rey". L'historiador reusenc Andreu de Bofarull explica que sota el seu mandat es va retirar la moneda local, coneguda com a pellofa o pellerofa, que havia estat falsificada massivament des de 1719, i que el rei havia suprimit. Davant la quantitat d'austriacistes a Catalunya, una ordre del Capità General José Carrillo de Albornoz, va prohibir l'ús de qualsevol arma sense excepcions, i l'alcalde va recollir els arcabussos, espases i sabres que estaven en poder dels particulars, i va permetre només els espasins que utilitzaven per indicar el seu càrrec els cavallers i els ciutadans honrats. Va ser pare de Gabriel Simó i Miró, també alcalde de Reus uns anys més tard.